# Décrets contre les prêtres réfractaires
Le Décret contre les prêtres réfractaires du 29 novembre 1791 est un décret de l'Assemblée législative visant les membres du clergé qui refusaient de prêter serment à la Constitution civile du clergé, votée par l'Assemblée constituante de 1789 le 12 juillet 1790.

## Le serment obligatoire: 27 novembre 1790
Le texte de ce serment élaboré par l'Assemblée nationale constituante était le suivant :
« Je jure de veiller avec soin sur les fidèles de la paroisse [ou du diocèse] qui m'est confiée, d'être fidèle à la nation, à la loi et au roi, et de maintenir de tout mon pouvoir la Constitution décrétée par l'Assemblée nationale et acceptée par le roi. »
Ce décret dispose que le clergé s'engage à accepter et maintenir la Constitution civile du clergé. Le refus entraîne la destitution.
Le décret du 27 novembre 1790 rend ce serment obligatoire. Celui-ci est sanctionné par le roi le 26 décembre. Voidel, député de la Moselle, évoque les mandements publiés par les évêques et les résistances des chapitres qui refusent leur dissolution et dénonce un complot. L'obligation du serment veut faire disparaître cette menace.

## Décret contre les réfractaires: 29 novembre 1791
Les députés de l'Assemblée législative jugeaient que les prêtres réfractaires ne pouvaient être que des factieux. Gallois et Gensonné, commissaires envoyés en Vendée pendant l'été, indiquent en octobre que les troubles y sont dus aux prêtres insermentés auxquels la population reste attachée. En novembre, grossissant les faits, Delaunay signale des bandes armées de 3 000 hommes en Maine-et-Loire constituées pour s'opposer à la garde nationale.
Dans le même temps, au club des Jacobins,  Robespierre réclame une politique de répression. Couthon à la barre de l'Assemblée législative dénonce les prêtres réfractaires. Celle-ci vote donc, le 29 novembre,  un décret portant que tout prêtre réfractaire ne pouvait invoquer les droits de la Constitution ; qu'il serait en conséquence traité en suspect et soumis à une surveillance particulière ; et qu'en outre il perdrait tout  traitement ou pension. Il pouvait être éloigné de son domicile si des troubles s'y produisaient à proximité.
Quelques jours auparavant (23 novembre), il avait été décrété que les églises seraient réservées uniquement au clergé constitutionnel.
Le 19 décembre 1791, Louis XVI mit son veto à ce décret.

## Décret de proscription: 26 mai 1792
Le 26 mai, la législative décrète que tout prêtre insermenté dénoncé par vingt citoyens actifs serait proscrit. Louis XVI met son veto. Il fait de même sur un autre texte concernant la création d'un camp de 20 000 fédérés aux ordres de l'Assemblée. En dépit de l'opposition du roi, les ecclésiastiques sont rassemblés dans les villes pour y être détenus avec plus ou moins de sévérité. En juillet, des prêtres sont massacrés à Marseille, Limoges et Bordeaux. Ducos en rend le roi responsable : son refus de sanctionner les décrets a excité la haine des patriotes.

## L'exil: août 1792
Le 14 août 1792, les prêtres, constitutionnels et réfractaires, comme tout Français percevant une pension ou traitement de l'État, doivent prêter un nouveau serment dit serment de "liberté-égalité" :

« Je jure d'être fidèle à la nation et de maintenir la liberté et l'égalité ou de mourir en les défendant. »

Le 26 août, un décret  bannit les réfractaires qui pourront choisir leur lieu d'exil. Selon le préambule,  cette « mesure générale [est] justifiée par le danger de la patrie et l'obligation de rétablir l'union entre les Français. » Les prêtres infirmes ou âgés de plus de soixante ans peuvent rester en France, rassemblés dans les chefs-lieux de département et sous la surveillance de la municipalité. Tous les membres du clergé qui n'avaient pas été contraints de prêter le serment à la Constitution civile peuvent être arrêtés sur une simple dénonciation. 
Les prêtres réfractaires doivent « sortir du royaume sous le délai de quinze jours ». Selon le mot du député Isnard : « Il faut renvoyer ces pestiférés dans les lazarets de Rome et d’Italie ».
La Commune de Paris y ajoute des mesures de déchristianisation. Une part importante des victimes des massacres de Septembre seront des prêtres réfractaires.

## Texte du décret de novembre 1791
« Le serment civique sera exigé dans le délai de huit jours.
 Ceux qui refuseront seront tenus suspects de révolte et recommandés à la surveillance des autorités.
S'ils se trouvent dans une commune où il survient des troubles religieux, le directoire du département pourra les éloigner de leur domicile ordinaire.
S'ils désobéissent, ils seront emprisonnés pour un an au plus ; s'ils provoquent à la désobéissance, pour deux ans. 
La Commune où la force armée sera obligée d'intervenir, en supportera les frais.
Les églises ne serviront qu'au culte salarié de l'État ; celles qui n'y seront pas nécessaires pourront être achetées pour un autre culte, mais non pour ceux qui refusent le serment.
 Les municipalités enverront aux départements, et ceux-ci à l'Assemblée, la liste des prêtres qui ont juré et de ceux qui ont refusé le serment, avec des observations sur leur coalition entre eux et avec les émigrés, afin que l'Assemblée avise aux moyens d'extirper la rébellion. 
L'Assemblée regarde comme un bienfait les bons ouvrages qui peuvent éclairer les campagnes sur les questions prétendues religieuses : elle les fera imprimer, et récompensera les auteurs. »